# Anne Grete Preus
Anne Grete Preus (Haugesund, 22 maggio 1957 – 25 agosto 2019) è stata una cantante norvegese.

## Biografia
Anne Grete Preus ha avviato la sua carriera musicale nel 1978 entrando a far parte del gruppo rock Veslefrikk, la cui musica si incentrava sulle tematiche politiche di sinistra. Dopo aver pubblicato tre album, nel 1982 i Veslefrikk si sono sciolti, e fino al 1986 ha fatto parte dei Can Can, con cui ha registrato due dischi.
L'album di debutto come solista di Anne Grete Preus, Snart 17, è uscito nel 1984, ma è stato quattro anni dopo con il secondo album Fullmåne che ha ottenuto il suo primo piazzamento in classifica: il disco ha infatti raggiunto la 13ª posizione nella VG-lista, battuto tre anni dopo da Og høsten kommer tidsnok, che si è piazzato al 10º posto.
Nel 1994 è uscito Millimeter, il quarto album della cantante e suo maggiore successo critico e commerciale, che ha venduto più di 75 000 copie a livello nazionale e che le ha fruttato tre premi Spellemann, il principale riconoscimento musicale norvegese, per l'artista femminile dell'anno, l'album dell'anno e la canzone dell'anno. Verrà candidata nuovamente per la miglior artista femminili due anni dopo con l'album successivo Vrimmel, con cui ha raggiunto la vetta della classifica norvegese.
Nel 2009 la cantante ha ottenuto la sua quinta candidatura agli Spellemannprisen come cantautrice dell'anno grazie all'album Nesten alene, e nel 2013 ha ricevuto il premio alla carriera. Al momento della sua morte di tumore al fegato nell'agosto del 2019 aveva venduto più di 400.000 dischi in Norvegia.

## Discografia

### Album in studio
- 1984 – Snart 17
- 1988 – Fullmåne
- 1989 – Lav sol, høy himmel
- 1991 – Og høsten kommer tidsnok
- 1994 – Millimeter
- 1996 – Vrimmel
- 2001 – Alfabet
- 2004 – Når dagen roper
- 2007 – Om igjen for første gang
- 2009 – Nesten alene
- 2013 – Et sted å feste blikket

### Colonne sonore
- 1988 – Hotel St. Pauli

### Raccolte
- 1998 – Mosaikk - 16 biter
- 2012 – En røff guide til Anne Grete Preus
- 2013 – Anne Grete Preus komplett 1988–2013

### Singoli
- 1988 – Ynglingen/Vise om byen Hiroshima
- 1989 – Alt for deg/Ro meg over
- 1989 – Jeg er en by/Fryd
- 1991 – Se/Sommerfuglvinger
- 1994 – Millimeter/Stockholm/Fryd
- 1994 – Stemmene inni (1994)
- 1994 – Månens elev
- 1996 – Hjertets lys
- 1996 – Elva renner videre
- 1996 – Har alt
- 1997 – Hvitt lys i natten (con il Vertavokvartetten)
- 1998 – Når himmelen faller ned
- 1999 – Verden er et vakkert sted
- 2001 – Sorte hull
- 2001 – Amatør
- 2004 – Vår i meg
- 2004 – Kom oftere, kom!
- 2004 – Åndelig matematikk
- 2007 – To venner
- 2007 – God nok som du er
- 2009 – Bornholm kafé
- 2013 – Vær hos meg
- 2013 – But for the Grace
- 2014 – Sang til Aurora
- 2018 – Alt det som skinner